# Кумар, Шив
Шив Кумар (Shiv S. Kumar, род. 1939, Банну, Британская Индия, ныне Пакистан) — астрофизик индийского происхождения, предположивший существование коричневых карликов. 
В 1958 году он занялся теоретическим изучением маломассивных звезд, предположив, что могут существовать звездообразные тела с настолько малой массой, что температура в их недрах окажется малой для протекания ядерного синтеза. В 1963 расчеты Кумара показали, что у протозвёзд с очень маленькой массой сжатие останавливается раньше, чем температура в их центре достигает необходимого значения для протекания синтеза гелия из водорода. Согласно теоретическому предсказанию Кумара, протозвезды с массой от 0,013 до примерно 0,075 массы Солнца в конце своего гравитационного сжатия проявляют попытку стать звездой, но так ей и не становятся; их краткая жизнь заканчивается остыванием и полным исчезновением.